# Sirius Zwarts

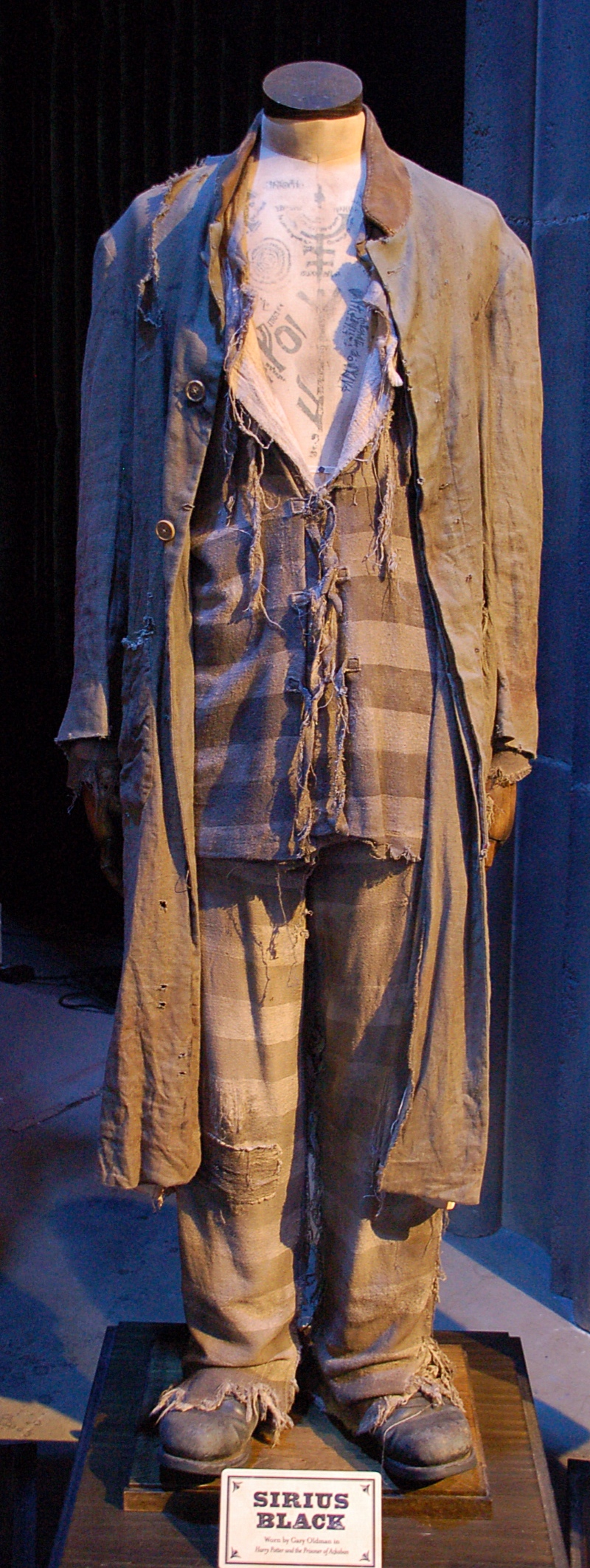
Gevangenisoutfit van Sirius Zwarts in Harry Potter en de Gevangene van Azkaban

Sirius Zwarts (Engels: Sirius Black) is een figuur uit de boeken rond Harry Potter van de Engelse schrijfster J.K. Rowling.

## Biografie
Sirius Zwarts, ook wel Sluipvoet of Snuffel genoemd, was de beste vriend van Harry's vader, James Potter. James en zijn vrouw Lily vroegen hem daarom ook om peetvader van Harry te worden. Daar stemde hij mee in.

## Tijd voor Zweinstein
Sirius groeide op bij zijn ouders (Orion en Walburga Zwarts) op Grimboudplein 12, in een buitenwijk van Londen. Naar wat blijkt groeide Sirius erg ongelukkig op. Hij had een hekel aan de meesten van zijn familieleden en was het niet eens met hun idealistische kijk op volbloeden. Vrijwel iedereen in zijn familie was in Zwadderich Gesorteerd, en toen hij in Griffoendor gesorteerd werd kreeg hij het alleen maar moeilijker thuis. Zijn nicht Andromeda Tops was echter wel aardig tegen hem omdat zij het ook niet eens was met hun idealistische kijk op volbloeden (zij trouwde met Dreuzeltelg Ted Tops) en daarom noemde hij haar ook “zijn favoriete nicht” 

## Tijd op Zweinstein
Toen Sirius tegen de verwachtingen van zijn ouders in bij Griffoendor ingedeeld werd, ging het nog meer bergafwaarts met de relatie tussen hem en de rest van zijn familie. Op zijn zestiende zag hij het dan ook niet meer zitten thuis en liep hij weg. Hij werd opgevangen door de familie Potter en op zijn zeventiende zocht hij een eigen onderkomen.
Zwarts richtte samen met zijn beste vrienden James Potter, Remus Lupos en Peter Pippeling een genootschap op: de Sluipers (ook wel Marauders genoemd). Ze ontwierpen de Sluipwegwijzer waarop ze alle leraren, leerlingen en andere inwoners van Zweinstein konden volgen. De vier vrienden waren een grote vijand van een van de Zwadderaars, Severus Sneep, die als bijnaam 'Secretus' ofwel 'Secreetje' van de Sluipers kreeg. Ze pestten hem vaak en het liep eens zo uit de hand dat Zwarts Sneep meelokte naar de Beukwilg en Sneep daar liet opwachten door een volwassen weerwolf (Lupos). James redde Sneep uiteindelijk.
Toen Sirius, James en Peter erachter kwamen dat hun vriend Remus een weerwolf was, besloten ze Faunaat te worden. Sirius' Faunaatvorm is een grote zwarte hond, die waarschijnlijk onder andere verwijst naar de hondster Sirius en de Grim. De faunaatvorm verwijst ook naar typische karaktereigenschappen van Sirius, onder andere trouw, roekeloos en avontuurlijk. Peters Faunaatvorm is een rat en James' Faunaatvorm is een hert.

## Aanloop naar zijn gevangenschap
Toen Sirius van Zweinstein afging was de Eerste Tovenaarsoorlog al een tijd bezig. Deze oorlog werd enerzijds gevoerd door Heer Voldemort, die met zijn leger van alles uit de toverwereld wilde innemen, en anderzijds door degenen die zich tegen Voldemort verzetten. Albus Perkamentus, het schoolhoofd van Zweinstein, verenigde zo veel mogelijk tegenstanders van Voldemort in de geheime organisatie die hij had opgericht: de Orde van de Feniks. De Sluipers (Sirius, Peter, Remus en James) sloten zich bij deze organisatie aan.
Nadat James Potter met Lily Evers trouwde, en hun kind Harry geboren werd, kwam Voldemort erachter dat de zieneres Zwamdrift een profetie uitte die luidde dat Harry Potter of Marcel Lubbermans in staat zou zijn om Voldemort te verslaan. Voldemort zette zich in voor het vermoorden van Harry, om wie het volgens hem zou gaan, maar de Orde kwam hierachter.
James en Lily besloten te gaan onderduiken en hun adres geheim te houden met behulp van de Fideliusbezwering, een bezwering waarbij een geheim op magische wijze wordt opgeslagen in één levende ziel, de Geheimhouder. Voldemort kon zoeken of achterhalen wat hij wou, maar kon het schuiladres alleen vinden als de Geheimhouder deze bekendmaakte. De keuze van Geheimhouder viel uiteraard eerst op Sirius (want deze was zeer betrouwbaar) en veel mensen kregen dit te horen. Toen raadde Sirius de Potters echter op het laatste moment aan Peter Pippeling tot Geheimhouder te maken, want Pippeling was een zwakke tovenaar, dus Voldemort zou niet vermoeden dat hij Geheimhouder was. Sirius wist echter niet dat Pippeling voor Voldemort werkte en zo kwam het dat Voldemort alsnog het schuiladres van de Potters vond. James en Lily vermoordde hij, maar toen hij de eenjarige Harry aanviel werd Voldemort zelf getroffen door zijn eigen vloek en was de oorlog voorbij.
Sirius zag de lichamen van de Potters liggen en besefte wat zijn oude schoolvriend Pippeling gedaan had. Hij spoorde Pippeling op en stond tegenover hem in een straat vol Dreuzels. Pippeling sneed zijn vinger af, toverde een grote explosie met de dood van twaalf Dreuzels tot gevolg en vluchtte gauw als rat het riool in. Onder de tovenaars werd vervolgens algemeen gedacht dat Sirius de Potters verraadde en verantwoordelijk was voor de moord op Pippeling en de twaalf Dreuzels. Sirius moest een levenslange gevangenisstraf uitzitten in Azkaban. Pippeling dook in Faunaatvorm (dus als rat) onder bij de familie Wemel, die hem "Schurfie" noemde en hem gewoon voor een rat aanzag.

## Na Azkaban
Toen Harry inmiddels dertien was, brak Sirius echter uit de tovenaarsgevangenis Azkaban in de gedaante van een hond. Hij was zo vermagerd in Azkaban dat hij door de tralies heen kon. Ook het feit dat hij niet gek werd in Azkaban heeft hij te danken aan zijn mogelijkheid te veranderen in een hond, waardoor zijn gedachten minder complex werden zodat de Dementors minder effect op hem hadden. Hij kon ontsnappen, doordat hij in de Ochtendprofeet de Wemels met Pippeling als rat had gezien. (Hij herkende Pippeling aan zijn ontbrekende teen.) Hierdoor wist hij dat Pippeling op Zweinstein zou zijn en dicht bij Harry, want Pippeling was de rat van de leerling Ron Wemel. Sirius ging eerst naar Klein Zanikem om Harry alles uit te leggen, maar werd bij dat doel onderbroken door de Collectebus die aan kwam rijden om Harry te vervoeren.
Later ging Sirius naar Zweinstein. Na hier maanden in de buurt te zijn geweest, sprak hij Harry, Ron en Hermelien aan in het Krijsende Krot en legde hij alles uit. Sirius' oude vriend Remus Lupos, die nu les gaf op Zweinstein, was vlak daarvoor ook achter de waarheid gekomen doordat hij Pippeling op de Sluipwegwijzer zag. Sirius en Lupos wilden Pippeling vermoorden, maar Harry overtuigde ze ervan dat hij eerlijk berecht moest worden. Hierdoor ontsnapte Pippeling in een poging Pippeling naar het schoolgebouw te brengen.
Nu werd Sirius door de Dementors gevonden en opgesloten in een toren van Zweinstein. Uiteindelijk wisten Harry en Hermelien hem te bevrijden en kon hij ontsnappen op de Hippogrief, Scheurbek. Zwarts moest daarna onderduiken, omdat hij nog door het Ministerie werd gezocht. Hij bleef desondanks contact met Harry houden.
Later helpt Pippeling Voldemort herrijzen. Hij herrijst niet uit de dood, maar zijn geest zit nu weer in een lichaam waarmee hij machtig kan worden. Hiermee is de Tweede Tovenaarsoorlog begonnen.
Tijdens een gevecht met Bellatrix van Detta, zijn krankzinnige nicht, werd Sirius gedood en viel door het rafelige zwarte gordijn in de Kamer des Doods. Pas na zijn dood werd door het Ministerie van Toverkunst onderkend dat Zwarts al die tijd onschuldig was. Sirius valt nog het best te omschrijven als een dappere, intelligente, roekeloze, sarcastische maar goedwillende man met een zwaar leven achter de rug.
Zwarts is de eigenaar van het huis op Grimboudplein 12 en heeft een huiself: Knijster. Behalve zijn trots heeft hij weinig met zijn familie gemeenschappelijk, maar net als zijn broer Regulus Zwarts, verkoos hij uiteindelijk het goede boven het gemakkelijke.

## Dood van Sirius Zwarts
Zwarts is om het leven gekomen door achterover te vallen door het gordijn in de Kamer des Doods in het Departement van Mystificatie, waar hij vlak daarvoor werd getroffen door een vloek, afgevuurd door zijn nicht Bellatrix van Detta. In het boek wordt niet beschreven welke vloek dit is, maar de effecten ervan wel: Sirius' lichaam (gezicht) verstijft en de straal van de vloek is (hoogstwaarschijnlijk) rood, wat zou wijzen op een verstijvingsspreuk zoals Petrificus Totalus. In de film Harry Potter en de Orde van de Feniks gebruikt Van Detta de Vloek des Doods (met een groene lichtstraal), waardoor Sirius al dood is voordat hij door het gordijn valt. Als Sirius door de vloek wordt getroffen, deinst hij in de film achteruit in flarden van mist, die hem als het ware doen vervagen, waarna hij door het bewuste gordijn achterover valt. Deze gebeurtenis zou volgens het boek dus op 18 juni 1996 hebben plaatsgevonden.

## Personages die wisten dat Sirius onschuldig was
| Naam                                                   | Vanaf               | Bijzonderheden |
| ------------------------------------------------------ | ------------------- | --- |
| Peter Pippeling                                        | Dood van de Potters | Had de Potters verraden bij Voldemort (geheimhouder van de Potters) |
| Lily en James Potter                                   | Hun eigen dood      | Slachtoffers van Voldemort |
| Voldemort                                              | Dood van de Potters | Doodde de Potters |
| Severus Sneep                                          | Boek 3              | Weet het doordat hij een Dooddoener was, maar wilde hem desondanks laten doden in boek 3.                                                                               |
| Remus Lupos                                            | boek 3              | Jeugdvriend van Zwarts |
| Harry, Ron en Hermelien                                | Einde van boek 3    | |
| Albus Perkamentus                                      | Einde van boek 3    | Was de persoon die Harry geloofde en in boek 4 heeft hij contact met Zwarts, waardoor hij zeker weet dat hij onschuldig is.                                             |
| Molly en daardoor waarschijnlijk de hele familie Wemel | Einde van boek 4    | Aan het eind van boek 4 veranderde Zwarts op verzoek van Perkamentus van zijn faunaat-gestalte (hond) weer in zichzelf in de ziekenzaal als hij op bezoek was bij Harry |
| Leden van De Orde van de Feniks                        | Vanaf boek 5        | Zwarts werd hier lid van (Hij was al lid van de eerste Orde van de Feniks)                                                                                              |
| Waarschijnlijk de dooddoeners                          | Vanaf boek 5        | Peter Pippeling ging hier weer bij horen |
| Rest van de toverwereld                                | Einde van boek 5    | Geloofde eerst Harry niet, maar moest daar op terugkomen omdat Sirius Zwarts gedood werd door dooddoeners.                                                              |

- Harry Potter vertelde het ook aan Cornelis Droebel (Minister van Toverkunst), maar die geloofde Harry niet.
- Severus Sneep probeerde hulp te bieden, in het Krijsende Krot, door te proberen Zwarts te vermoorden, al wist hij dat Sirius onschuldig was.

## De naam Sirius
Rowling refereert in haar verhalen vaak aan de Griekse mythologie. Ook de naam Sirius verwijst hiernaar. Sirius is namelijk de hond en trouwe metgezel van Orion, de geliefde van Artemis.
De naam is een verwijzing naar de hondster Sirius; vandaar is zijn faunaatvorm ook een hond.

## Andere feiten over Sirius Zwarts
- Sirius was eigenaar van een vliegende motor die hij uitleende aan Hagrid om Harry Potter bij de Duffelingen af te geven na de dood van Harry's ouders (James en Lily Potter). Na de dood van Sirius erfde Harry deze motor. Hagrid vervoerde Harry opnieuw met de motor in boek zeven naar het Nest. Hierbij ging de motorfiets kapot, maar deze werd later gerepareerd door Arthur Wemel. Hierna kwam hij weer in het bezit van Harry.
- Hij is erg gesteld op de hippogrief Scheurbek (later omgedoopt tot Kortwiekje).
- Sirius was door zijn moeder weggebrand van de Zwarts-familiestamboom nadat hij weggelopen was van huis.

## Zwarts' familiestamboom
|                  |                  |                  |                  |                  |                  |  |  |                 |                 |                 |                 |                   |                   |                   |                   |                   |                   |                 |                 |                 |                 |               |               |                 |                 |                          |                          |                          |                          |                          |                          |                    |                    |                    |                    |                    |                    |                 |                 |                  |                  |                  |                  |                  |                  |                |                |                  |                  |                  |                  |                  |                  |                |                |                   |                   |                   |                   |                   |                   |                   |                   |                     |                     |                     |                     |                     |                     |  |  |                  |                  |                  |                  |                  |                  |  |  |
|                  |                  |                  |                  |                  |                  |  |  |                 |                 |                 |                 |                   |                   |                   |                   |                   |                   |                 |                 |                 |                 |               |               |                 |                 |                          |                          |                          |                          |                          |                          |                    |                    |                    |                    |                    |                    |                 |                 |                  |                  |                  |                  |                  |                  |                |                |                  |                  |                  |                  |                  |                  |                |                |                   |                   |                   |                   |                   |                   |                   |                   |                     |                     |                     |                     |                     |                     |  |  |                  |                  |                  |                  |                  |                  |  |  |
|                  |                  |                  |                  |                  |                  |  |  |                 |                 |                 |                 |                   |                   |                   |                   |                   |                   | Sirius Zwarts   | Sirius Zwarts   | Sirius Zwarts   | Sirius Zwarts   | Sirius Zwarts | Sirius Zwarts |                 |                 | Firminus Nigellus Zwarts | Firminus Nigellus Zwarts | Firminus Nigellus Zwarts | Firminus Nigellus Zwarts | Firminus Nigellus Zwarts | Firminus Nigellus Zwarts |                    |                    | Ursula Hork        | Ursula Hork        | Ursula Hork        | Ursula Hork        | Ursula Hork     | Ursula Hork     |                  |                  | Debby Zwarts     | Debby Zwarts     | Debby Zwarts     | Debby Zwarts     | Debby Zwarts   | Debby Zwarts   |                  |                  | Bob Hitchens     | Bob Hitchens     | Bob Hitchens     | Bob Hitchens     | Bob Hitchens   | Bob Hitchens   |                   |                   | Isla Zwarts       | Isla Zwarts       | Isla Zwarts       | Isla Zwarts       | Isla Zwarts       | Isla Zwarts       |                     |                     |                     |                     |                     |                     |  |  |                  |                  |                  |                  |                  |                  |  |  |
|                  |                  |                  |                  |                  |                  |  |  |                 |                 |                 |                 |                   |                   |                   |                   |                   |                   | Sirius Zwarts   | Sirius Zwarts   | Sirius Zwarts   | Sirius Zwarts   | Sirius Zwarts | Sirius Zwarts |                 |                 | Firminus Nigellus Zwarts | Firminus Nigellus Zwarts | Firminus Nigellus Zwarts | Firminus Nigellus Zwarts | Firminus Nigellus Zwarts | Firminus Nigellus Zwarts |                    |                    | Ursula Hork        | Ursula Hork        | Ursula Hork        | Ursula Hork        | Ursula Hork     | Ursula Hork     |                  |                  | Debby Zwarts     | Debby Zwarts     | Debby Zwarts     | Debby Zwarts     | Debby Zwarts   | Debby Zwarts   |                  |                  | Bob Hitchens     | Bob Hitchens     | Bob Hitchens     | Bob Hitchens     | Bob Hitchens   | Bob Hitchens   |                   |                   | Isla Zwarts       | Isla Zwarts       | Isla Zwarts       | Isla Zwarts       | Isla Zwarts       | Isla Zwarts       |                     |                     |                     |                     |                     |                     |  |  |                  |                  |                  |                  |                  |                  |  |  |
|                  |                  |                  |                  |                  |                  |  |  |                 |                 |                 |                 |                   |                   |                   |                   |                   |                   |                 |                 |                 |                 |               |               |                 |                 |                          |                          |                          |                          |                          |                          |                    |                    |                    |                    |                    |                    |                 |                 |                  |                  |                  |                  |                  |                  |                |                |                  |                  |                  |                  |                  |                  |                |                |                   |                   |                   |                   |                   |                   |                   |                   |                     |                     |                     |                     |                     |                     |  |  |                  |                  |                  |                  |                  |                  |  |  |
|                  |                  |                  |                  |                  |                  |  |  |                 |                 |                 |                 |                   |                   |                   |                   |                   |                   |                 |                 |                 |                 |               |               |                 |                 |                          |                          |                          |                          |                          |                          |                    |                    |                    |                    |                    |                    |                 |                 |                  |                  |                  |                  |                  |                  |                |                |                  |                  |                  |                  |                  |                  |                |                |                   |                   |                   |                   |                   |                   |                   |                   |                     |                     |                     |                     |                     |                     |  |  |                  |                  |                  |                  |                  |                  |  |  |
| Sirius Zwarts    | Sirius Zwarts    | Sirius Zwarts    | Sirius Zwarts    | Sirius Zwarts    | Sirius Zwarts    |  |  | Hesper Gamp     | Hesper Gamp     | Hesper Gamp     | Hesper Gamp     | Hesper Gamp       | Hesper Gamp       |                   |                   | Firminus Zwarts   | Firminus Zwarts   | Firminus Zwarts | Firminus Zwarts | Firminus Zwarts | Firminus Zwarts |               |               | Cygnus Zwarts   | Cygnus Zwarts   | Cygnus Zwarts            | Cygnus Zwarts            | Cygnus Zwarts            | Cygnus Zwarts            |                          |                          | Violetta Bullemans | Violetta Bullemans | Violetta Bullemans | Violetta Bullemans | Violetta Bullemans | Violetta Bullemans |                 |                 | Herbert Oorlof   | Herbert Oorlof   | Herbert Oorlof   | Herbert Oorlof   | Herbert Oorlof   | Herbert Oorlof   |                |                | Belvina Zwarts   | Belvina Zwarts   | Belvina Zwarts   | Belvina Zwarts   | Belvina Zwarts   | Belvina Zwarts   |                |                | Arcturus Zwarts   | Arcturus Zwarts   | Arcturus Zwarts   | Arcturus Zwarts   | Arcturus Zwarts   | Arcturus Zwarts   |                   |                   | Lysandra Jeegers    | Lysandra Jeegers    | Lysandra Jeegers    | Lysandra Jeegers    | Lysandra Jeegers    | Lysandra Jeegers    |  |  |                  |                  |                  |                  |                  |                  |  |  |
| Sirius Zwarts    | Sirius Zwarts    | Sirius Zwarts    | Sirius Zwarts    | Sirius Zwarts    | Sirius Zwarts    |  |  | Hesper Gamp     | Hesper Gamp     | Hesper Gamp     | Hesper Gamp     | Hesper Gamp       | Hesper Gamp       |                   |                   | Firminus Zwarts   | Firminus Zwarts   | Firminus Zwarts | Firminus Zwarts | Firminus Zwarts | Firminus Zwarts |               |               | Cygnus Zwarts   | Cygnus Zwarts   | Cygnus Zwarts            | Cygnus Zwarts            | Cygnus Zwarts            | Cygnus Zwarts            |                          |                          | Violetta Bullemans | Violetta Bullemans | Violetta Bullemans | Violetta Bullemans | Violetta Bullemans | Violetta Bullemans |                 |                 | Herbert Oorlof   | Herbert Oorlof   | Herbert Oorlof   | Herbert Oorlof   | Herbert Oorlof   | Herbert Oorlof   |                |                | Belvina Zwarts   | Belvina Zwarts   | Belvina Zwarts   | Belvina Zwarts   | Belvina Zwarts   | Belvina Zwarts   |                |                | Arcturus Zwarts   | Arcturus Zwarts   | Arcturus Zwarts   | Arcturus Zwarts   | Arcturus Zwarts   | Arcturus Zwarts   |                   |                   | Lysandra Jeegers    | Lysandra Jeegers    | Lysandra Jeegers    | Lysandra Jeegers    | Lysandra Jeegers    | Lysandra Jeegers    |  |  |                  |                  |                  |                  |                  |                  |  |  |
|                  |                  |                  |                  |                  |                  |  |  |                 |                 |                 |                 |                   |                   |                   |                   |                   |                   |                 |                 |                 |                 |               |               |                 |                 |                          |                          |                          |                          |                          |                          |                    |                    |                    |                    |                    |                    |                 |                 |                  |                  |                  |                  |                  |                  |                |                |                  |                  |                  |                  |                  |                  |                |                |                   |                   |                   |                   |                   |                   |                   |                   |                     |                     |                     |                     |                     |                     |  |  |                  |                  |                  |                  |                  |                  |  |  |
|                  |                  |                  |                  |                  |                  |  |  |                 |                 |                 |                 |                   |                   |                   |                   |                   |                   |                 |                 |                 |                 |               |               |                 |                 |                          |                          |                          |                          |                          |                          |                    |                    |                    |                    |                    |                    |                 |                 |                  |                  |                  |                  |                  |                  |                |                |                  |                  |                  |                  |                  |                  |                |                |                   |                   |                   |                   |                   |                   |                   |                   |                     |                     |                     |                     |                     |                     |  |  |                  |                  |                  |                  |                  |                  |  |  |
| Arcturus Zwarts  | Arcturus Zwarts  | Arcturus Zwarts  | Arcturus Zwarts  | Arcturus Zwarts  | Arcturus Zwarts  |  |  | Melania Marsman | Melania Marsman | Melania Marsman | Melania Marsman | Melania Marsman   | Melania Marsman   |                   |                   | Lycoris Zwarts    | Lycoris Zwarts    | Lycoris Zwarts  | Lycoris Zwarts  | Lycoris Zwarts  | Lycoris Zwarts  |               |               | Regulus Zwarts  | Regulus Zwarts  | Regulus Zwarts           | Regulus Zwarts           | Regulus Zwarts           | Regulus Zwarts           |                          |                          | Caspar Krenck      | Caspar Krenck      | Caspar Krenck      | Caspar Krenck      | Caspar Krenck      | Caspar Krenck      |                 |                 | Charis Zwarts    | Charis Zwarts    | Charis Zwarts    | Charis Zwarts    | Charis Zwarts    | Charis Zwarts    |                |                | Septimus Wemel   | Septimus Wemel   | Septimus Wemel   | Septimus Wemel   | Septimus Wemel   | Septimus Wemel   |                |                | Cedrella Zwarts   | Cedrella Zwarts   | Cedrella Zwarts   | Cedrella Zwarts   | Cedrella Zwarts   | Cedrella Zwarts   |                   |                   | Harfang Lubbermans  | Harfang Lubbermans  | Harfang Lubbermans  | Harfang Lubbermans  | Harfang Lubbermans  | Harfang Lubbermans  |  |  | Callidora Zwarts | Callidora Zwarts | Callidora Zwarts | Callidora Zwarts | Callidora Zwarts | Callidora Zwarts |  |  |
| Arcturus Zwarts  | Arcturus Zwarts  | Arcturus Zwarts  | Arcturus Zwarts  | Arcturus Zwarts  | Arcturus Zwarts  |  |  | Melania Marsman | Melania Marsman | Melania Marsman | Melania Marsman | Melania Marsman   | Melania Marsman   |                   |                   | Lycoris Zwarts    | Lycoris Zwarts    | Lycoris Zwarts  | Lycoris Zwarts  | Lycoris Zwarts  | Lycoris Zwarts  |               |               | Regulus Zwarts  | Regulus Zwarts  | Regulus Zwarts           | Regulus Zwarts           | Regulus Zwarts           | Regulus Zwarts           |                          |                          | Caspar Krenck      | Caspar Krenck      | Caspar Krenck      | Caspar Krenck      | Caspar Krenck      | Caspar Krenck      |                 |                 | Charis Zwarts    | Charis Zwarts    | Charis Zwarts    | Charis Zwarts    | Charis Zwarts    | Charis Zwarts    |                |                | Septimus Wemel   | Septimus Wemel   | Septimus Wemel   | Septimus Wemel   | Septimus Wemel   | Septimus Wemel   |                |                | Cedrella Zwarts   | Cedrella Zwarts   | Cedrella Zwarts   | Cedrella Zwarts   | Cedrella Zwarts   | Cedrella Zwarts   |                   |                   | Harfang Lubbermans  | Harfang Lubbermans  | Harfang Lubbermans  | Harfang Lubbermans  | Harfang Lubbermans  | Harfang Lubbermans  |  |  | Callidora Zwarts | Callidora Zwarts | Callidora Zwarts | Callidora Zwarts | Callidora Zwarts | Callidora Zwarts |  |  |
|                  |                  |                  |                  |                  |                  |  |  |                 |                 |                 |                 |                   |                   |                   |                   |                   |                   |                 |                 |                 |                 |               |               |                 |                 |                          |                          |                          |                          |                          |                          |                    |                    |                    |                    |                    |                    |                 |                 |                  |                  |                  |                  |                  |                  |                |                |                  |                  |                  |                  |                  |                  |                |                |                   |                   |                   |                   |                   |                   |                   |                   |                     |                     |                     |                     |                     |                     |  |  |                  |                  |                  |                  |                  |                  |  |  |
|                  |                  |                  |                  |                  |                  |  |  |                 |                 |                 |                 |                   |                   |                   |                   |                   |                   |                 |                 |                 |                 |               |               |                 |                 |                          |                          |                          |                          |                          |                          |                    |                    |                    |                    |                    |                    |                 |                 |                  |                  |                  |                  |                  |                  |                |                |                  |                  |                  |                  |                  |                  |                |                |                   |                   |                   |                   |                   |                   |                   |                   |                     |                     |                     |                     |                     |                     |  |  |                  |                  |                  |                  |                  |                  |  |  |
|                  |                  |                  |                  |                  |                  |  |  |                 |                 |                 |                 | Cassiopeia Zwarts | Cassiopeia Zwarts | Cassiopeia Zwarts | Cassiopeia Zwarts | Cassiopeia Zwarts | Cassiopeia Zwarts |                 |                 | Pollux Zwarts   | Pollux Zwarts   | Pollux Zwarts | Pollux Zwarts | Pollux Zwarts   | Pollux Zwarts   |                          |                          | Irma Korzel              | Irma Korzel              | Irma Korzel              | Irma Korzel              | Irma Korzel        | Irma Korzel        |                    |                    | Marius Zwarts      | Marius Zwarts      | Marius Zwarts   | Marius Zwarts   | Marius Zwarts    | Marius Zwarts    |                  |                  | Charlus Potter   | Charlus Potter   | Charlus Potter | Charlus Potter | Charlus Potter   | Charlus Potter   |                  |                  | Dorea Zwarts     | Dorea Zwarts     | Dorea Zwarts   | Dorea Zwarts   | Dorea Zwarts      | Dorea Zwarts      |                   |                   |                   |                   |                   |                   |                     |                     |                     |                     |                     |                     |  |  |                  |                  |                  |                  |                  |                  |  |  |
|                  |                  |                  |                  |                  |                  |  |  |                 |                 |                 |                 | Cassiopeia Zwarts | Cassiopeia Zwarts | Cassiopeia Zwarts | Cassiopeia Zwarts | Cassiopeia Zwarts | Cassiopeia Zwarts |                 |                 | Pollux Zwarts   | Pollux Zwarts   | Pollux Zwarts | Pollux Zwarts | Pollux Zwarts   | Pollux Zwarts   |                          |                          | Irma Korzel              | Irma Korzel              | Irma Korzel              | Irma Korzel              | Irma Korzel        | Irma Korzel        |                    |                    | Marius Zwarts      | Marius Zwarts      | Marius Zwarts   | Marius Zwarts   | Marius Zwarts    | Marius Zwarts    |                  |                  | Charlus Potter   | Charlus Potter   | Charlus Potter | Charlus Potter | Charlus Potter   | Charlus Potter   |                  |                  | Dorea Zwarts     | Dorea Zwarts     | Dorea Zwarts   | Dorea Zwarts   | Dorea Zwarts      | Dorea Zwarts      |                   |                   |                   |                   |                   |                   |                     |                     |                     |                     |                     |                     |  |  |                  |                  |                  |                  |                  |                  |  |  |
|                  |                  |                  |                  |                  |                  |  |  |                 |                 |                 |                 |                   |                   |                   |                   |                   |                   |                 |                 |                 |                 |               |               |                 |                 |                          |                          |                          |                          |                          |                          |                    |                    |                    |                    |                    |                    |                 |                 |                  |                  |                  |                  |                  |                  |                |                |                  |                  |                  |                  |                  |                  |                |                |                   |                   |                   |                   |                   |                   |                   |                   |                     |                     |                     |                     |                     |                     |  |  |                  |                  |                  |                  |                  |                  |  |  |
|                  |                  |                  |                  |                  |                  |  |  |                 |                 |                 |                 |                   |                   |                   |                   |                   |                   |                 |                 |                 |                 |               |               |                 |                 |                          |                          |                          |                          |                          |                          |                    |                    |                    |                    |                    |                    |                 |                 |                  |                  |                  |                  |                  |                  |                |                |                  |                  |                  |                  |                  |                  |                |                |                   |                   |                   |                   |                   |                   |                   |                   |                     |                     |                     |                     |                     |                     |  |  |                  |                  |                  |                  |                  |                  |  |  |
| Ignatius Protser | Ignatius Protser | Ignatius Protser | Ignatius Protser | Ignatius Protser | Ignatius Protser |  |  | Lucretia Zwarts | Lucretia Zwarts | Lucretia Zwarts | Lucretia Zwarts | Lucretia Zwarts   | Lucretia Zwarts   |                   |                   | Orion Zwarts      | Orion Zwarts      | Orion Zwarts    | Orion Zwarts    | Orion Zwarts    | Orion Zwarts    |               |               | Walburga Zwarts | Walburga Zwarts | Walburga Zwarts          | Walburga Zwarts          | Walburga Zwarts          | Walburga Zwarts          |                          |                          | Alvoleus Zwarts    | Alvoleus Zwarts    | Alvoleus Zwarts    | Alvoleus Zwarts    | Alvoleus Zwarts    | Alvoleus Zwarts    |                 |                 | Cygnus Zwarts    | Cygnus Zwarts    | Cygnus Zwarts    | Cygnus Zwarts    | Cygnus Zwarts    | Cygnus Zwarts    |                |                | Druella Roselier | Druella Roselier | Druella Roselier | Druella Roselier | Druella Roselier | Druella Roselier |                |                |                   |                   |                   |                   |                   |                   |                   |                   |                     |                     |                     |                     |                     |                     |  |  |                  |                  |                  |                  |                  |                  |  |  |
| Ignatius Protser | Ignatius Protser | Ignatius Protser | Ignatius Protser | Ignatius Protser | Ignatius Protser |  |  | Lucretia Zwarts | Lucretia Zwarts | Lucretia Zwarts | Lucretia Zwarts | Lucretia Zwarts   | Lucretia Zwarts   |                   |                   | Orion Zwarts      | Orion Zwarts      | Orion Zwarts    | Orion Zwarts    | Orion Zwarts    | Orion Zwarts    |               |               | Walburga Zwarts | Walburga Zwarts | Walburga Zwarts          | Walburga Zwarts          | Walburga Zwarts          | Walburga Zwarts          |                          |                          | Alvoleus Zwarts    | Alvoleus Zwarts    | Alvoleus Zwarts    | Alvoleus Zwarts    | Alvoleus Zwarts    | Alvoleus Zwarts    |                 |                 | Cygnus Zwarts    | Cygnus Zwarts    | Cygnus Zwarts    | Cygnus Zwarts    | Cygnus Zwarts    | Cygnus Zwarts    |                |                | Druella Roselier | Druella Roselier | Druella Roselier | Druella Roselier | Druella Roselier | Druella Roselier |                |                |                   |                   |                   |                   |                   |                   |                   |                   |                     |                     |                     |                     |                     |                     |  |  |                  |                  |                  |                  |                  |                  |  |  |
|                  |                  |                  |                  |                  |                  |  |  |                 |                 |                 |                 |                   |                   |                   |                   |                   |                   |                 |                 |                 |                 |               |               |                 |                 |                          |                          |                          |                          |                          |                          |                    |                    |                    |                    |                    |                    |                 |                 |                  |                  |                  |                  |                  |                  |                |                |                  |                  |                  |                  |                  |                  |                |                |                   |                   |                   |                   |                   |                   |                   |                   |                     |                     |                     |                     |                     |                     |  |  |                  |                  |                  |                  |                  |                  |  |  |
|                  |                  |                  |                  |                  |                  |  |  |                 |                 |                 |                 |                   |                   |                   |                   |                   |                   |                 |                 |                 |                 |               |               |                 |                 |                          |                          |                          |                          |                          |                          |                    |                    |                    |                    |                    |                    |                 |                 |                  |                  |                  |                  |                  |                  |                |                |                  |                  |                  |                  |                  |                  |                |                |                   |                   |                   |                   |                   |                   |                   |                   |                     |                     |                     |                     |                     |                     |  |  |                  |                  |                  |                  |                  |                  |  |  |
|                  |                  |                  |                  |                  |                  |  |  |                 |                 |                 |                 |                   |                   |                   |                   | Sirius Zwarts     | Sirius Zwarts     | Sirius Zwarts   | Sirius Zwarts   | Sirius Zwarts   | Sirius Zwarts   |               |               | Regulus Zwarts  | Regulus Zwarts  | Regulus Zwarts           | Regulus Zwarts           | Regulus Zwarts           | Regulus Zwarts           |                          |                          | Ted Tops           | Ted Tops           | Ted Tops           | Ted Tops           | Ted Tops           | Ted Tops           |                 |                 | Andromeda Zwarts | Andromeda Zwarts | Andromeda Zwarts | Andromeda Zwarts | Andromeda Zwarts | Andromeda Zwarts |                |                | Lucius Malfidus  | Lucius Malfidus  | Lucius Malfidus  | Lucius Malfidus  | Lucius Malfidus  | Lucius Malfidus  |                |                | Narcissa Zwarts   | Narcissa Zwarts   | Narcissa Zwarts   | Narcissa Zwarts   | Narcissa Zwarts   | Narcissa Zwarts   |                   |                   | Rodolphus van Detta | Rodolphus van Detta | Rodolphus van Detta | Rodolphus van Detta | Rodolphus van Detta | Rodolphus van Detta |  |  | Bellatrix Zwarts | Bellatrix Zwarts | Bellatrix Zwarts | Bellatrix Zwarts | Bellatrix Zwarts | Bellatrix Zwarts |  |  |
|                  |                  |                  |                  |                  |                  |  |  |                 |                 |                 |                 |                   |                   |                   |                   | Sirius Zwarts     | Sirius Zwarts     | Sirius Zwarts   | Sirius Zwarts   | Sirius Zwarts   | Sirius Zwarts   |               |               | Regulus Zwarts  | Regulus Zwarts  | Regulus Zwarts           | Regulus Zwarts           | Regulus Zwarts           | Regulus Zwarts           |                          |                          | Ted Tops           | Ted Tops           | Ted Tops           | Ted Tops           | Ted Tops           | Ted Tops           |                 |                 | Andromeda Zwarts | Andromeda Zwarts | Andromeda Zwarts | Andromeda Zwarts | Andromeda Zwarts | Andromeda Zwarts |                |                | Lucius Malfidus  | Lucius Malfidus  | Lucius Malfidus  | Lucius Malfidus  | Lucius Malfidus  | Lucius Malfidus  |                |                | Narcissa Zwarts   | Narcissa Zwarts   | Narcissa Zwarts   | Narcissa Zwarts   | Narcissa Zwarts   | Narcissa Zwarts   |                   |                   | Rodolphus van Detta | Rodolphus van Detta | Rodolphus van Detta | Rodolphus van Detta | Rodolphus van Detta | Rodolphus van Detta |  |  | Bellatrix Zwarts | Bellatrix Zwarts | Bellatrix Zwarts | Bellatrix Zwarts | Bellatrix Zwarts | Bellatrix Zwarts |  |  |
|                  |                  |                  |                  |                  |                  |  |  |                 |                 |                 |                 |                   |                   |                   |                   |                   |                   |                 |                 |                 |                 |               |               |                 |                 |                          |                          |                          |                          |                          |                          |                    |                    |                    |                    |                    |                    |                 |                 |                  |                  |                  |                  |                  |                  |                |                |                  |                  |                  |                  |                  |                  |                |                |                   |                   |                   |                   |                   |                   |                   |                   |                     |                     |                     |                     |                     |                     |  |  |                  |                  |                  |                  |                  |                  |  |  |
|                  |                  |                  |                  |                  |                  |  |  |                 |                 |                 |                 |                   |                   |                   |                   |                   |                   |                 |                 |                 |                 |               |               |                 |                 |                          |                          | Remus Lupos              | Remus Lupos              | Remus Lupos              | Remus Lupos              | Remus Lupos        | Remus Lupos        |                    |                    | Nymphadora Tops    | Nymphadora Tops    | Nymphadora Tops | Nymphadora Tops | Nymphadora Tops  | Nymphadora Tops  |                  |                  |                  |                  |                |                |                  |                  |                  |                  | Draco Malfidus   | Draco Malfidus   | Draco Malfidus | Draco Malfidus | Draco Malfidus    | Draco Malfidus    |                   |                   | Astoria Goedleers | Astoria Goedleers | Astoria Goedleers | Astoria Goedleers | Astoria Goedleers   | Astoria Goedleers   |                     |                     |                     |                     |  |  |                  |                  |                  |                  |                  |                  |  |  |
|                  |                  |                  |                  |                  |                  |  |  |                 |                 |                 |                 |                   |                   |                   |                   |                   |                   |                 |                 |                 |                 |               |               |                 |                 |                          |                          | Remus Lupos              | Remus Lupos              | Remus Lupos              | Remus Lupos              | Remus Lupos        | Remus Lupos        |                    |                    | Nymphadora Tops    | Nymphadora Tops    | Nymphadora Tops | Nymphadora Tops | Nymphadora Tops  | Nymphadora Tops  |                  |                  |                  |                  |                |                |                  |                  |                  |                  | Draco Malfidus   | Draco Malfidus   | Draco Malfidus | Draco Malfidus | Draco Malfidus    | Draco Malfidus    |                   |                   | Astoria Goedleers | Astoria Goedleers | Astoria Goedleers | Astoria Goedleers | Astoria Goedleers   | Astoria Goedleers   |                     |                     |                     |                     |  |  |                  |                  |                  |                  |                  |                  |  |  |
|                  |                  |                  |                  |                  |                  |  |  |                 |                 |                 |                 |                   |                   |                   |                   |                   |                   |                 |                 |                 |                 |               |               |                 |                 |                          |                          |                          |                          |                          |                          |                    |                    |                    |                    |                    |                    |                 |                 |                  |                  |                  |                  |                  |                  |                |                |                  |                  |                  |                  |                  |                  |                |                |                   |                   |                   |                   |                   |                   |                   |                   |                     |                     |                     |                     |                     |                     |  |  |                  |                  |                  |                  |                  |                  |  |  |
|                  |                  |                  |                  |                  |                  |  |  |                 |                 |                 |                 |                   |                   |                   |                   |                   |                   |                 |                 |                 |                 |               |               |                 |                 |                          |                          |                          |                          |                          |                          | Teddy Lupos        | Teddy Lupos        | Teddy Lupos        | Teddy Lupos        | Teddy Lupos        | Teddy Lupos        |                 |                 |                  |                  |                  |                  |                  |                  |                |                |                  |                  |                  |                  |                  |                  |                |                | Scorpius Malfidus | Scorpius Malfidus | Scorpius Malfidus | Scorpius Malfidus | Scorpius Malfidus | Scorpius Malfidus |                   |                   |                     |                     |                     |                     |                     |                     |  |  |                  |                  |                  |                  |                  |                  |  |  |